# 大崎市立鳴子小学校
大崎市立鳴子小学校（おおさきしりつ なるこしょうがっこう）は宮城県大崎市にあった公立小学校。

## 概要
- 大崎市鳴子温泉地区の中心部が学区となっていた。

## 沿革
- 1873年（明治6年） - 大口小学校鳴子分校として開校
- 1908年（明治41年） - 現在地に移転
- 1941年（昭和16年）4月1日 - 鳴子国民学校に改称
- 1947年（昭和22年）4月1日 - 鳴子町立鳴子小学校に改称
- 2006年（平成18年）3月31日 - 新設合併により大崎市立鳴子小学校に改称
- 2014年（平成26年）4月1日 - 大崎市立中山小学校閉校に伴い、鳴子小学校が受け入れ校[1]
- 2025年（令和7年）3月31日 - 鳴子温泉地区の鳴子中学校、川渡小学校、鬼首小学校と統合して小中一貫校の大崎市立鳴子小中学校が開校に伴い,閉校

## 教育目標
- 夢に向かい，主体的に学ぶ児童の育成[4]

## 通学区域
出典：
- 中山西，中山東，上鳴子，上野々，湯元，新屋敷，車湯，鳴子岩渕，東鳴子，中野

## 進学先中学校
- 公立学校は、大崎市立鳴子中学校へ進学する[5]。

## 卒業生・出身者
- 佐々木多利爾 - グラフィックデザイナー[6]